# Альберсдорф (Тюрингія)
Альберсдорф (нім. Albersdorf) — громада в Німеччині, розташована в землі Тюрингія. Входить до складу району Заале-Гольцланд. Складова частина об'єднання громад Бад-Клостерлаусніц.
Площа — 2,85 км2. Населення становить 310 ос. (станом на 31 грудня 2021).

## Галерея

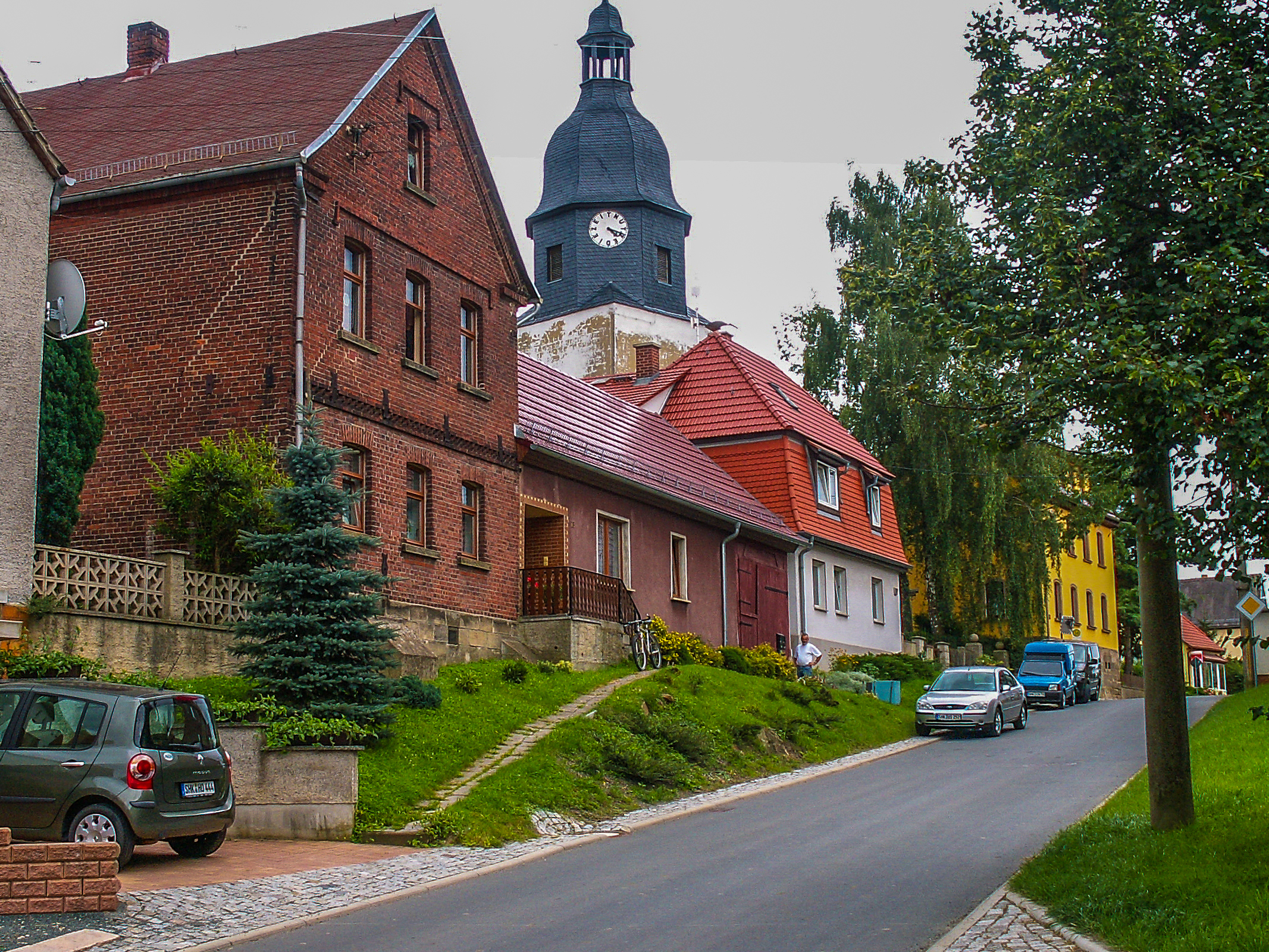